# Epiphragma (Epiphragma) cordillerense
Epiphragma (Epiphragma) cordillerense is een tweevleugelige uit de familie steltmuggen (Limoniidae). De soort komt voor in het Neotropisch gebied.